# Danilo Ravani
Danilo Ravani (Cremona, 3 novembre 1930) è un ex calciatore italiano, di ruolo centrocampista.

## Biografia
Anche suo padre Ottorino Ravani, suo zio Attilio Ravani e suo fratello Franco sono stati calciatori.

## Carriera
Ha esordito diciannovenne in Serie B con la Cremonese il 19 giugno 1949 nella partita disputata in casa del Seregno (0-0). Con i grigiorossi ha disputato cinque stagioni, tre in Serie B e due in Serie C. Poi è passato al Brescia in Serie B e ha chiuso a Lodi la carriera di calciatore.
Nella stagione 1966-1967 ha allenato la Cremonese, prima da solo poi insieme a Carlo Facchini.